# Warwick (azienda)
La Warwick GmbH & Co Music Equipment KG è una società produttrice di bassi elettrici con sede in Germania. Era originariamente un marchio che offriva una piccola gamma di modelli di basso di alta qualità con tonalità di legno esotiche. L'azienda produce anche amplificatori, casse e corde per basso elettrico oltre ad amplificatori Valve e FET, armadietti per altoparlanti, corde per chitarre. La sede e i negozi si trovano a Markneukirchen, a Shanghai e a Nashville.

## Storia
La Warwick venne fondata nel 1982 a Erlangen, nello stato tedesco della Baviera, da Hans-Peter Wilfer. Nel 1995 l'azienda si trasferì a Markneukirchen nel Vogtland per capitalizzare sulla secolare tradizione di costruzione di strumenti musicali nella regione e riaprire il marchio Framus. Inoltre, l'azienda ha sviluppato una vasta rete di distribuzione in tutta la Germania e l'Austria per rappresentare e distribuire strumenti musicali e attrezzature di aziende provenienti da Europa e Stati Uniti.

## Prodotti
Warwick produce una grande varietà di modelli con tipi differenti di legno e parti elettroniche. La serie originale, che è fatta a mano in Germania, include i seguenti modelli. L'unico modello del loro catalogo originale, che continua a essere prodotto fuori Germania è l'Alien acustic bass, che viene prodotto in Corea.
- Warwick Corvette
- Warwick Star Bass II
- Warwick Star Bass II SC
- Warwick Katana
- Warwick Vampyre
- Warwick Triumph
- Warwick Streamer
- Warwick Thumb
- Warwick Thumb SC
- Warwick Dolphin
- Warwick Infinity

Oltre a questi, ci sono degli strumenti in edizione limitata iniziati a produrre dal 2001, caratterizzati dal fatto che ogni anno le caratteristiche distintive vengono aggiunte a un modello di produzione e costruiti in quantità limitate, a partire dal Thumb BO Bass. Costruiti con legni esotici, pickup e configurazioni elettroniche differenti e finiture personalizzate. Ci sono circa quaranta bassi di questa edizione attualmente in produzione, ma l'azienda offre una speciale edizione limitata per ogni anno. Questi bassi sono, solitamente, versioni aggiornate di modelli esistenti che presentano caratteristiche altrimenti non disponibili. Warwick produce circa venti bassi autografati da alcuni bassisti, tra i quali: Stuart Zender (Jamiroquai), Jack Bruce (Cream), Bootsy Collins, T.M. Stevens, Robert Trujillo (Metallica), P-Nut (311), Jonas Hellborg, Adam Clayton (U2), John Entwistle (The Who) and Jäcki Reznicek (Silly). P-Nut dei 311 ha tre bassi autografati, tutti modelli Streamer. Lo Stuart Zender bass è stato creato da Zender, usando una forma nuova ai bassi Warwick. Warwick ha anche costruito un fretless 7-string Thumb basses per Jeroen Paul Thesseling.